# Fetească albă

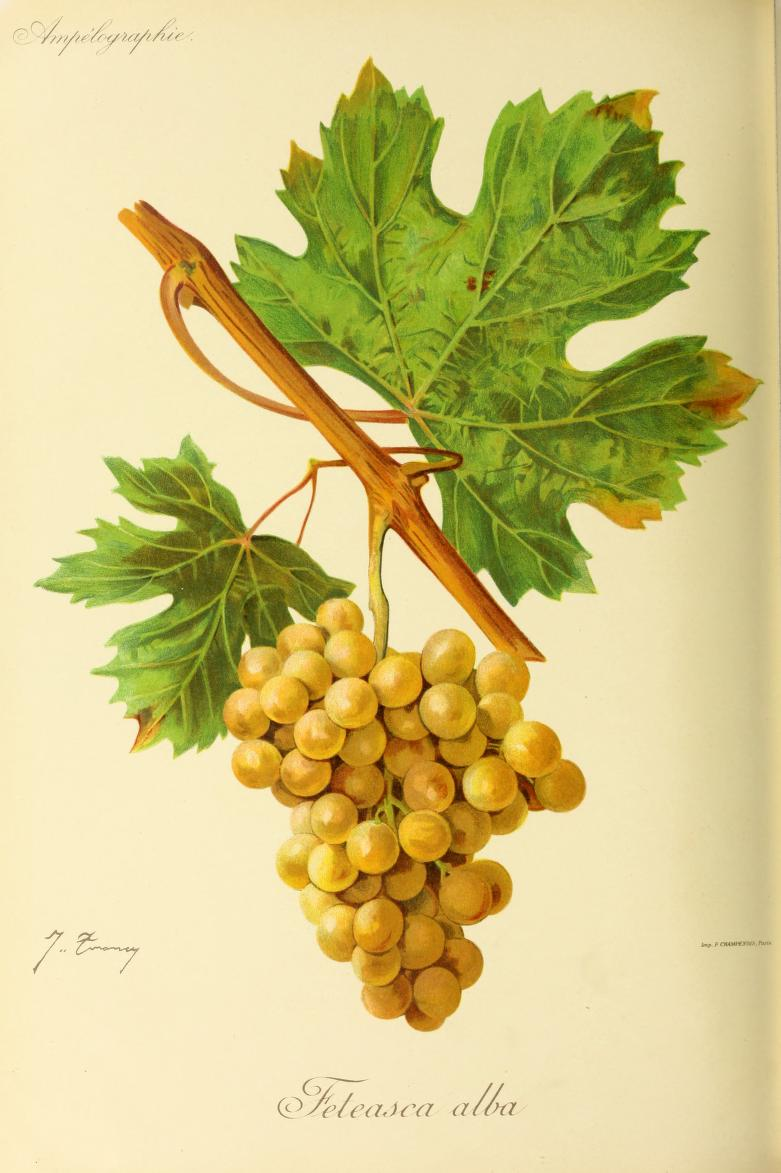
Ilustración de la variedad de uva Feteasca alba de Jules Troncy, en la obra "Ampelografía: tratado general de viticultura" publicada bajo la dirección de P. Viala & V. Vermorel con la colaboración de A. Bacon, A. Barbier, A. Berget [et al.] - Fecha de la edición original: 1901-1910

La fetească albă es una uva blanca de vino cultivada sobre todo en las regiones de Moldavia, Transilvania (Rumanía) y en la región de Eger (Hungría).
En Moldavia es donde está la mayor área de viñas de esta variedad, habiendo 900 ha. Esta uva se usa para hacer vinos blancos espumosos, pero también para vinos blancos monovarietales.

## Sinónimos
La fetească albă es conocida por los sinónimos baratik, bulgarien feteasca, devcenco hrozno, devicii belii, dievcenske hrozno, dievcie hrozno, divci hrozen, fehér leányka, feniaska belaii, fetiasca alba, fetiasca belii, fetiaska alba, fetisoara, fetjaska belaja, fetyaska, fetyaska belaya, fetyaska koroleva, fetysare, janyszölde, jányszőlő, kanigl weiss, lányszőlő, leanicazea, leanika, leánka, leány szőlő, leányka, leanyszölde, leányszőlő, lyan szölö, mädchentraube, medhentraube, paparyaska, parsaryaska, pasareasca alba, pasarjaska, peseryaska, poama fetei, poama fetei alba, poama pasareasca, roszas leányka, rumänien feteasca, udssr fetjaska, ungarn leanyka, varatik.